# Okręg wyborczy East Fife
Okręg wyborczy East Fife powstał w 1885 r. i wysyłał do brytyjskiej Izby Gmin jednego deputowanego. Okręg obejmował wschodnią część hrabstwa Fife. Został zlikwidowany w 1983 r.

## Deputowani do brytyjskiej Izby Gmin z okręgu East Fife
- 1885–1886: John Boyd Kinnear, Partia Liberalna, od 1886 r. Partia Liberalno-Unionistyczna
- 1886–1918: Herbert Henry Asquith, Partia Liberalna
- 1918–1922: Alexander Sprot, Partia Konserwatywna
- 1922–1924: James Duncan Millar, Partia Liberalna
- 1924–1929: Archibald Cochrane, Partia Konserwatywna
- 1929–1933: James Duncan Millar, Partia Liberalna, od 1931 r. Narodowa Partia Liberalna
- 1933–1961: James Henderson-Stewart, Narodowa Partia Liberalna
- 1961–1979: John Edward Gilmour, Partia Konserwatywna
- 1979–1983: Barry Henderson, Partia Konserwatywna